# Жіноча збірна Китаю з хокею із шайбою
Жіноча збірна Китаю з хокею із шайбою (спрощ.: 中国国家女子冰球队; кит. трад.: 中國國家女子冰球隊; піньїнь: Zhōngguó Guójiā Nǚzǐ Bīngqiú Duì)  — національна жіноча збірна Китаю, яка представляє свою країну на міжнародних змаганнях з хокею із шайбою. Управління збірною здійснюється Хокейною асоціацією Китайської Народної Республіки, яка є членом ІІХФ. У Китаї налічується 184 жінок-хокеїсток у 2014 році.

## Результати

### Виступи на чемпіонатах світу
- 1992 – 5 місце
- 1994 – 4 місце
- 1997 – 4 місце
- 1999 – 5 місце
- 2000 – 6 місце
- 2001 – 6 місце
- 2004 – 7 місце
- 2005 – 6 місце
- 2007 – 6 місце
- 2008 – 8 місце
- 2009 – 9 місце
- 2011 – 5 місце (Дивізіон І)
- 2012 – 2 місце (Дивізіон ІВ)
- 2013 – 4 місце (Дивізіон ІВ)
- 2014 – 2 місце (Дивізіон ІВ)
- 2015 – 3 місце (Дивізіон ІВ)
- 2016 – 5 місце (Дивізіон ІВ)
- 2017 – 4 місце (Дивізіон ІВ)
- 2018 – 5 місце (Дивізіон ІВ)
- 2019 – 4 місце (Дивізіон ІВ)
- 2022 – 1 місце (Дивізіон ІВ)
- 2023 – 1 місце (Дивізіон ІА)
- 2024 – 9 місце
- 2025 – 5 місце (Дивізіон ІА)

### Виступи на Олімпійських іграх
- 1998 – 4 місце
- 2002 – 7 місце
- 2006 – не брали участь
- 2010 – 7 місце
- 2014 – не брали участь

### Виступи на Зимових азійських Іграх
- 1996 – Золоті медалі
- 1999 – Золоті медалі
- 2003 – Бронзові медалі
- 2007 – Бронзові медалі
- 2011 – Бронзові медалі

### Азійський Кубок Виклику
- 2010 – Золоті медалі
- 2011 – Срібні медалі
- 2012 – Срібні медалі

### Тихоокеанський кубок
- 1995 – Бронзові медалі
- 1996 – Бронзові медалі